# جيمس جوزيف براون
جيمس جوزيف براون (بالإنجليزية: James Joseph Brown)‏ هو مهندس معادن ‏ ومهندس أمريكي، ولد في 27 سبتمبر 1854 في وايمارت في الولايات المتحدة، وتوفي في 5 سبتمبر 1922 في مقاطعة ناسو في الولايات المتحدة بسبب نوبة قلبية.